# Elektronische Archivierung

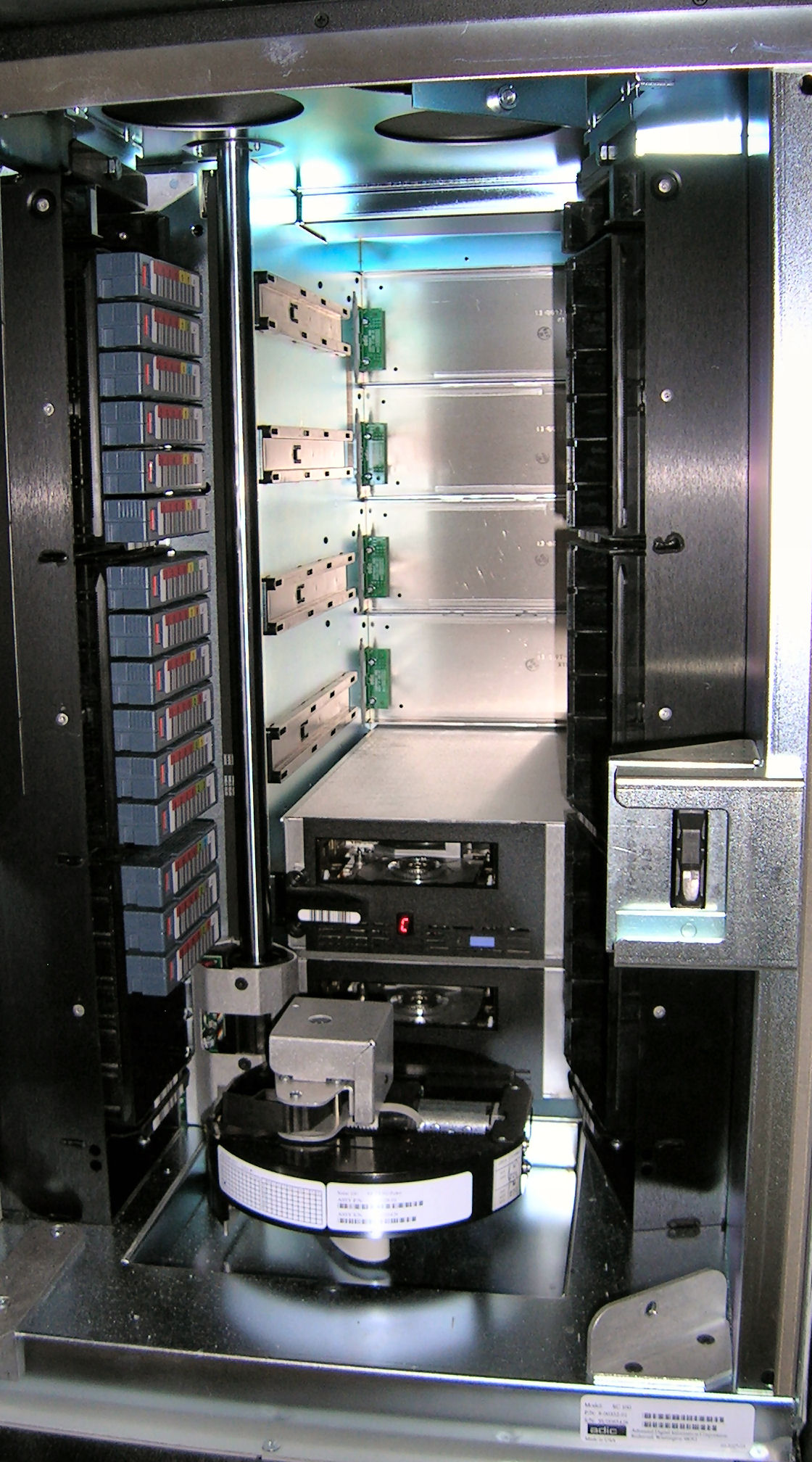
Tape-Library (Innenansicht)

Elektronische Archivierung steht allgemein für die Aufbewahrung von Informationen in elektronischer Form. Ein spezieller Fall der elektronischen Archivierung ist die revisionssichere Archivierung handels- und steuerrechtlich relevanter Dokumente, für die besondere Anforderungen gelten, insbesondere die Unveränderbarkeit und langfristige Verfügbarkeit gemäß den geltenden Aufbewahrungsfristen.
Für die elektronische Archivierung werden in der Regel spezielle Archivsysteme eingesetzt. Der Begriff Elektronische Archivierung fasst unterschiedliche Komponenten eines Enterprise-Content-Management-Systems zusammen, die im angloamerikanischen Sprachgebrauch separat als „Records Management“, „Storage“ und „Preservation“ bezeichnet werden. Der wissenschaftliche Begriff eines Archivs im Sinne der Langzeitarchivierung ist inhaltlich nicht identisch mit dem Begriff, der von der Dokumentenmanagement-Branche verwendet wird.
Der Begriff der elektronischen Archivierung wird sehr unterschiedlich benutzt. Während heute Unternehmen schon Aufbewahrungsfristen von zehn Jahren für handelsrechtlich und steuerlich relevante Daten und Dokumente als nur sehr schwierig umsetzbar sehen, wird in historischen Archiven von einer sicheren, geordneten und jederzeit zugreifbaren Aufbewahrung von Informationen mit Speicherzeiträumen von mehreren Jahrhunderten gesprochen. Angesichts der sich ständig verändernden Techniken, immer neuer Software, Formate und Standards, ist dies eine große Herausforderung für die Informationsgesellschaft.
Die Aufbewahrung, Erschließung und Bereitstellung von Information ist eine Voraussetzung für die Arbeitsfähigkeit moderner Unternehmen und Verwaltungen. Mit dem exponentiellen Wachstum elektronischer Information wachsen die Probleme der langzeitigen Aufbewahrung, obwohl moderne Softwaretechniken wesentlich besser geeignet sind, Informationen zu verwalten, als dies herkömmlich mit Papier, Aktenordnern und Regalen möglich war. Immer mehr Information entsteht digital und die Ausgabe als Papier ist nur noch eine mögliche Repräsentation des ursprünglichen elektronischen Dokuments. Durch den Einsatz elektronischer Signaturen erhalten elektronische Dokumente den gleichen Rechtscharakter wie ursprünglich manuell unterzeichnete Schriftstücke. Solche digitalen Dokumente existieren rechtskräftig nur noch in elektronischer Form. Diese Entwicklungen zwingen inzwischen jedes Unternehmen, sich verstärkt mit dem Thema elektronische Archivierung auseinanderzusetzen.

## Definitionen
In Deutschland haben sich für die elektronische Archivierung drei Definitionen eingebürgert:

### Elektronische Archivierung
Elektronische Archivierung ist die datenbankgestützte, langzeitige, sichere und unveränderbare Aufbewahrung von jederzeit wieder reproduzierbaren elektronischen Informationsobjekten.

### Elektronische Langzeitarchivierung
Elektronische Langzeitarchivierung ist die Aufbewahrung elektronischer Informationen für mehr als 10 Jahre.
Der Begriff Langzeitarchivierung ist im Prinzip ein Pleonasmus, da Archivierung den Langzeitaspekt bereits impliziert, er hilft aber den Unterschied zur Kurzzeitarchivierung, bzw. Backup hervorzuheben.

### Revisionssichere elektronische Archivierung
Revisionssichere Archivierung ist die Aufbewahrung von elektronischen, geschäftsrelevanten Informationsobjekten, die den Anforderungen der §§ 239 und 257 des Handelsgesetzbuches sowie §§ 146, 147 und 200 der Abgabenordnung und den GoBD an die sichere, ordnungsgemäße Aufbewahrung von kaufmännischen Dokumenten entspricht und die Aufbewahrungsfristen von sechs bis zehn Jahren erfüllt.
Das Handelsgesetzbuch (HGB) und die Abgabenordnung (AO) geben hier die Grundlagen für die Speicherung, unabhängig ob in herkömmlichen Papierarchiven oder elektronischen Systemen, vor (siehe Revisionssicherheit). Die Anforderungen sind in dem Code of Practice „Grundsätze der elektronischen Archivierung“ des Verband Organisations- und Informationssysteme (VOI) 1996 zusammengefasst worden. Die Definition für revisionssichere Archivierung stammt ursprünglich von Ulrich Kampffmeyer bereits aus dem Jahr 1992. International ist die Funktionalität und der Umfang von elektronischen Archiven in der Norm ISO 14721 OAIS Open Archival Information System und der von Records-Management-Systemen in der ISO 15489-1/-2 Information und Dokumentation – Schriftgutverwaltung definiert. In Deutschland können unter dem Aspekt der Sicherheit und Prüfung von Archivsystemen die IT-Grundschutz-Kataloge des BSI herangezogen werden. Werden E-Mails nicht revisionssicher abgespeichert, müssen geschäftsführende IT-Verantwortliche u. U. persönlich haften, was Freiheitsstrafen von bis zu zwei Jahren oder Geldstrafen mit sich bringen kann.

## Standards für die elektronische Archivierung
Der wichtigste Standard für die elektronische Archivierung ist das OAIS „Reference Model for an Open Archive Information System“. Das Referenzmodell beschreibt die Funktionen und Komponenten, die für eine langzeitige elektronische Archivierung notwendig sind. OAIS wurde von den Weltraumbehörden entwickelt und 2003 als ISO-Standard 14721 übernommen. Die Version 2 von OAIS, das sogenannte „Magenta Book“ wurde im August 2012 als ISO-Norm 14721:2012 übernommen.

## Merksätze zur revisionssicheren Archivierung
Die folgenden zehn Merksätze zur revisionssicheren elektronischen Archivierung stammen vom Verband Organisations- und Informationssysteme e. V.:
1. Jedes Dokument muss nach Maßgabe der rechtlichen und organisationsinternen Anforderungen ordnungsgemäß aufbewahrt werden
2. Die Archivierung hat vollständig zu erfolgen – kein Dokument darf auf dem Weg ins Archiv oder im Archiv selbst verloren gehen
3. Jedes Dokument ist zum organisatorisch frühestmöglichen Zeitpunkt zu archivieren
4. Jedes Dokument muss mit seinem Original übereinstimmen und unveränderbar archiviert werden
5. Jedes Dokument darf nur von entsprechend berechtigten Benutzern eingesehen werden
6. Jedes Dokument muss in angemessener Zeit wiedergefunden und reproduziert werden können
7. Jedes Dokument darf frühestens nach Ablauf seiner Aufbewahrungsfrist vernichtet, d. h. aus dem Archiv gelöscht werden
8. Jede ändernde Aktion im elektronischen Archivsystem muss für Berechtigte nachvollziehbar protokolliert werden
9. Das gesamte organisatorische und technische Verfahren der Archivierung kann von einem sachverständigen Dritten jederzeit geprüft werden
10. Bei allen Migrationen und Änderungen am Archivsystem muss die Einhaltung aller zuvor aufgeführten Grundsätze sichergestellt sein

## Umsetzung der Anforderungen in elektronischen Archivsystemen
Zur Erfüllung dieser Vorgaben wurden Archivsysteme bestehend aus Datenbanken, Archivsoftware und Speichersystemen geschaffen, die in Deutschland von zahlreichen Herstellern und Systemintegratoren angeboten werden. Diese Systeme basieren meistens auf dem Ansatz, über eine Referenzdatenbank mit den Verwaltungs- und Indexkriterien auf einen externen Speicher zu verweisen, in dem die Informationsobjekte gehalten werden. Diese sogenannte Referenz-Datenbank-Architektur war notwendig, um große Mengen von Informationen von den zwar schnellen, aber kostenintensiven Online-Speichern in separate Archivspeicher auszulagern. Die Datenbank erlaubt über den Index dabei jederzeit, das Dokument wiederzufinden und mit einem entsprechenden Anzeigeprogramm dem Anwender bereitzustellen. In den Frühzeiten dieser Technologie handelte es sich meistens um sehr geschlossene, eigenständige Systeme, die praktisch zu „Inseln“ in der IT-Landschaft führten. Heute gliedern sich Archivsysteme als nachgeordnete Dienste (→ Serviceorientierte Architektur) in die IT-Infrastruktur ein, werden direkt von Bürokommunikations- und Fachanwendungen bedient und stellen diesen Anwendungen auch die benötigten Informationen zur Verarbeitung und Anzeige wieder zur Verfügung. Für den Anwender ist es dabei unerheblich, wo die benötigte Information gespeichert ist. Die Diskussion um das „richtige“ Speichermedium für die elektronische Archivierung führen meistens nur die IT-Fachleute, Projektmitarbeiter und Rechtsabteilungen, wenn es um die Auswahl und Einführung eines elektronischen Archivsystems geht.

## Funktionale Anforderungen an ein elektronisches Archivsystem
Elektronische Archivsysteme zeichnen sich durch folgende eigenständige Merkmale aus:
- programmgestützter, direkter Zugriff auf einzelne Informationsobjekte, landläufig auch Dokumente genannt, oder Informationskollektionen, z. B. Listen, Container mit mehreren Objekten etc.
- datenbankgestützte Verwaltung der Informationsobjekte auf Basis von Metadaten und gegebenenfalls Volltexterschließung der Inhalte der archivierten Informationsobjekte
- Unterstützung verschiedener Indizierungs- und Recherchestrategien, um auf die gesuchte Information direkt zugreifen zu können
- Einheitliche und gemeinsame Speicherung beliebiger Informationsobjekte, vom gescannten Faksimile über Dokumentenformat-Dateien und E-Mails bis hin zu komplexen XML-Strukturen, Listen, COLD-Dokumenten oder ganzen Datenbankinhalten
- Verwaltung von Speichersystemen mit nur einmal beschreibbaren Medien einschließlich des Zugriffs auf Medien, die sich nicht mehr im Speichersystem direkt befinden
- Sicherstellung der Verfügbarkeit der gespeicherten Informationen über einen längeren Zeitraum, der Jahrzehnte betragen kann
- Bereitstellung von Informationsobjekten unabhängig von der sie ursprünglich erzeugenden Anwendung auf verschiedenen Klienten und mit Übergabe an andere Programme
- Unterstützung von „Klassen-Konzepten“ zur Vereinfachung der Erfassung durch Vererbung von Merkmalen und Strukturierung der Informationsbasis
- Konverter zur Erzeugung von langfristig stabilen Archivformaten und Betrachter (englisch Viewer) zur Anzeige von Informationsobjekten, für die die ursprünglich erzeugende Anwendung nicht mehr zur Verfügung steht
- Absicherung der gespeicherten Informationsobjekte gegen unberechtigten Zugriff und gegen Veränderbarkeit der gespeicherten Information
- Übergreifende Verwaltung unterschiedlicher Speichersysteme, um z. B. durch Zwischenspeicher (Caches) schnellen Zugriff und zügige Bereitstellung der Informationen zu gewährleisten
- Standardisierte Schnittstellen, um elektronische Archive als Dienste in beliebige Anwendungen integrieren zu können
- Eigenständige Wiederherstellungsfunktionalität (Recovery), um inkonsistent gewordene oder gestörte Systeme aus sich heraus verlustfrei wieder aufbauen zu können
- Sichere Protokollierung von allen Veränderungen an Strukturen und Informationsobjekten, die die Konsistenz und Wiederauffindbarkeit gefährden können und dokumentieren, wie die Informationen im Archivsystem verarbeitet wurden
- Unterstützung von Standards für die spezielle Aufzeichnung von Informationen auf Speichern mit WORM-Verfahren, für gespeicherte Dokumente und für die Informationsobjekte beschreibende Metadaten, um eine langfristige Verfügbarkeit und die Migrationssicherheit zu gewährleisten
- Unterstützung von automatisierten, nachvollziehbaren und verlustfreien Migrationsverfahren

All diese Eigenschaften sollten deutlich machen, dass es nicht um hierarchisches Speichermanagement oder herkömmliche Datensicherung geht. Elektronische Archivsysteme sind eine Klasse für sich, die als nachgeordnete Dienste in jede IT-Infrastruktur gehören.

## Speichertechnologien für die elektronische Archivierung
Bei den elektronischen Speichertechnologien ist eine Trennung zwischen der Verwaltungs- und Ansteuerungssoftware einerseits und den eigentlichen Speichermedien andererseits notwendig. Herkömmliche magnetische Speichermedien galten in der Vergangenheit als nicht geeignet für die revisionssichere elektronische Archivierung, da die gespeicherten Informationen jederzeit geändert und überschrieben werden können. Dies betrifft in besonderem Maße Festplatten, die von Betriebssystemen dynamisch verwaltet werden. Magnetische Einflüsse, „Head-Crashs“ und andere Risiken wiesen den Festplatten die Rolle der reinen Onlinespeicher zu. Bei Magnetbändern kam neben der Löschbarkeit hinzu, dass diese Medien hohen Belastungen und Abnutzungen sowie magnetischen Überlagerungen bei zu langer Aufbewahrung unterliegen.

### Herkömmliche WORM-Medien
In den 80er Jahren wurden spezielle digital-optische Speichermedien entwickelt, die in ihrem Laufwerk mit einem Laser berührungsfrei nur einmal beschrieben werden können. Diese Speichertechnologie bezeichnet man als WORM „Write Once, Read Multiple Times“. Die Speichermedien selbst sind durch ihre physikalischen Eigenschaften gegen Veränderungen geschützt und bieten eine wesentlich höhere Lebensdauer, als die bis dahin bekannten magnetischen Medien.
In diese Kategorie von Speichermedien fallen folgende Typen:

#### CD-WORM

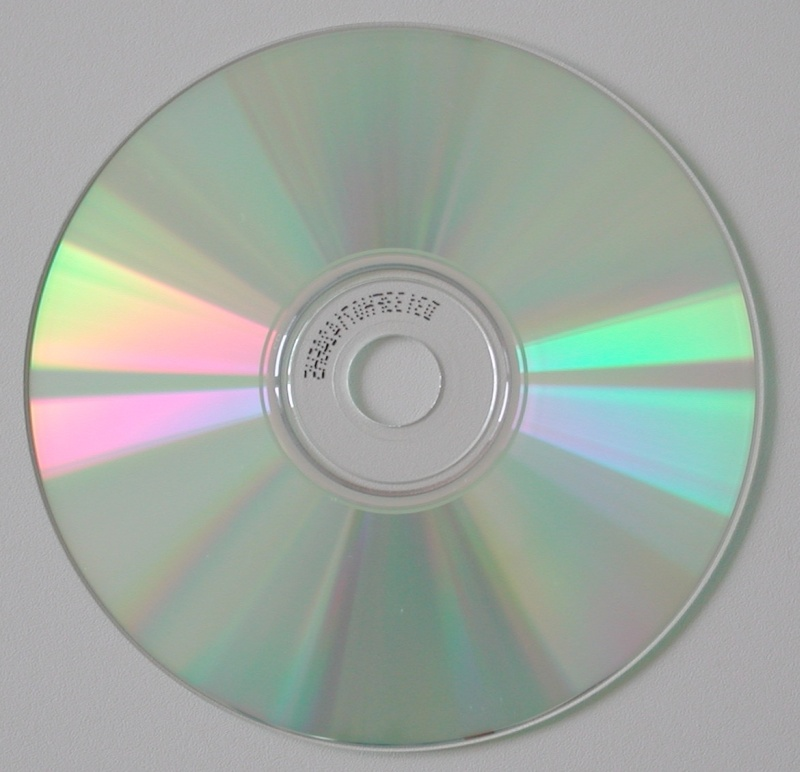
CD-R-Medium

Bei der nur einmal beschreibbaren Compact Disc mit etwa 650 Megabyte Speicherkapazität wird die Speicheroberfläche des Mediums beim Schreiben irreversibel verändert. CD-Medien sind durch ISO 9660 standardisiert und kostengünstig. Die Qualität mancher billiger Medien ist aber für eine Langzeitarchivierung als nicht ausreichend zu erachten. Für Laufwerke und Medien gibt es zahlreiche Anbieter. Die Ansteuerung der Laufwerke wird von den Betriebssystemen direkt unterstützt.

#### DVD-WORM
Ähnlich wie die CD wird bei der DVD-ROM die Speicheroberfläche irreversibel im Medium verändert. DVDs bieten unterschiedliche Speicherkapazitäten zwischen 4 und 24 Gigabyte. Beim Einsatz für die Archivierung ist darauf zu achten, dass Laufwerk und Medien den Anforderungen der langzeitigen Verfügbarkeit gerecht werden. Es gibt auch hier zahlreiche Anbieter und die meisten Laufwerke werden direkt von den gängigen Betriebssystemen unterstützt.

#### 5¼″ WORM
Bei diesen Medien und Laufwerken handelt es sich um die traditionelle Technologie, die speziell für die elektronische Archivierung entwickelt wurde. Die Medien befinden sich in einer Schutzhülle und sind daher gegen Umwelteinflüsse besser gesichert als CD und DVD, die für den Endverbraucher-Markt entwickelt wurden. Die Medien werden mit einem Laser beschrieben und bieten eine äußerst hohe Verfälschungssicherheit. Der derzeitige Stand der Technik sind sogenannte UDO-Medien, die einen blauen Laser verwenden und eine Speicherkapazität von 60 Gigabyte bieten. Zukünftig ist mit noch deutlich höheren Kapazitäten je Medium zu rechnen. Nachteilig ist, dass Medien jeweils vorangehender Generationen der 5¼″-Medien in neuen Laufwerken nicht verwendet werden können. Für den Anschluss von 5¼″-Laufwerken ist spezielle Treibersoftware notwendig.
Für die Verwaltung und Nutzung der Medien sind sogenannte Optische-Disks-Datenspeicherungs-Jukeboxen, also Plattenwechselautomaten gebräuchlich. Diese stellen softwaregestützt die benötigten Informationen von den Medien bereit. Die Software ermöglicht es in der Regel auch, diejenigen Medien mit zu verwalten, die sich nicht mehr in der Jukebox befinden und auf Anforderung manuell zugeführt werden müssen. Die Software zur Ansteuerung von Jukeboxen wird direkt in die Archivsoftware integriert, aber auch als unabhängige Ansteuerungssoftware, angeboten. Zum Anschluss von Jukeboxen bedient man sich in der Regel eigener Server, die auch die Verwaltung und das Caching übernehmen. Inzwischen können solche Systeme aber auch als Network Attached Storage (NAS) oder integriert in Storage Area Networks (SAN) genutzt werden.

### Neuere Technologien
Neben den klassischen Archivspeichern, die auf rotierenden, digital-optischen Wechselmedien basieren, treten inzwischen zwei weitere Technologien auf:

#### Content Addressed Storage (CAS)
Hierbei handelt es sich um Festplattensysteme, die durch spezielle Software die gleichen Eigenschaften wie ein herkömmliches WORM-Medium erreichen. Ein Überschreiben oder Ändern der Information auf dem Speichersystem wird durch die Kodierung bei der Speicherung und die spezielle Adressierung verhindert. Bei diesen CAS-Speichersystemen handelt es sich um abgeschlossene Subsysteme, die allerdings nahezu wie herkömmliche Festplattensysteme direkt in die IT-Umgebung integriert werden können. Sie bieten Speicherkapazitäten mit hoher Performance im Terabytebereich.

#### WORM-Bänder
WORM-Bänder sind Magnetbänder, die durch mehrere kombinierte Eigenschaften ebenfalls die Anforderungen an ein herkömmliches WORM-Medium erfüllen. Hierzu gehören spezielle Bandmedien sowie geschützte Kassetten und besondere Laufwerke, die die Einmalbeschreibbarkeit sicherstellen. Besonders in Rechenzentren, in denen Bandroboter und Librarysysteme bereits vorhanden sind, stellen die WORM-Bänder eine einfach zu integrierende Komponente für die Langzeitarchivierung dar. Die vorhandene Steuersoftware kann mit den Medien umgehen und auch entsprechendes Umkopieren und Sichern automatisieren.
Besonders für größere Unternehmen und Verwaltungen mit Rechenzentren stellen Festplatten- oder WORM-Bandarchive eine Option dar, da sie sich einfach in den laufenden Betrieb integrieren lassen.
Der Einsatz von WORM-Bändern für den Online-Zugriff ist jedoch zweifelhaft, da Wartezeiten sowohl für das Einlegen des Bandes per Roboter als auch Umspulzeiten anfallen. Sind die Daten in Containern organisiert, kann es zusätzlich innerhalb des Containers zu mehreren Umspulvorgängen für ein einzelnes Datenobjekt kommen (Lesen des Inhaltsverzeichnisses, Lesen des Datenobjektes, Lesen einer Checksumme). Damit verbunden ist eine entsprechende Beanspruchung der Hardware und der Bänder selbst.

## Strategien zur Sicherstellung der Verfügbarkeit archivierter Information
Standardisierung
Wesentliche Voraussetzung für die langfristige Verfügbarkeit elektronischer Information ist die Einhaltung von Standards. Zu berücksichtigen sind Aufzeichnungsformate, Metadaten, Medien und die Dateiformate der Informationsobjekte selbst. Schon bei der Erzeugung von Daten sollte die langfristige Speicherung berücksichtigt werden. Langzeitig stabile Formate sollten bevorzugt verwendet werden. Eigenschaften eines solchen Formats sollten eine weite Verbreitung, eine offene Spezifikation (Norm) oder die spezielle Entwicklung als Format zur langfristigen Datenspeicherung sein. Beispiele für standardisierte Formate sind XML-Dateien, TIFF und PDF/A-Archive. Für Metadaten gibt es verschiedene standardisierte Metadatenformate. Die Architektur von Archivsystemen und der Aufbau von Informationsobjekten ist durch die ISO 14721 (Open Archival Information System) standardisiert worden. Für den Anschluss vom Archivspeichern wird durch die SNIA, den Dachverband der Speicherhersteller, eine XML-basierte Schnittstelle (XAM) bereitgestellt.
Migration
Eine Methode zur Sicherstellung der Verfügbarkeit ist die Migration von Information in eine neue Systemumgebung. Sie stellt unter Umständen ein Risiko dar, wenn die Informationen nicht nachweislich unverändert, vollständig und weiterhin uneingeschränkt wieder findbar von einer Systemlösung auf eine andere migriert werden. Originalität und Authentizität können durch eine Migration in Frage gestellt werden. Anderseits zwingt der technologische Wandel die Anwender auf neue Speicher- und Verwaltungskomponenten rechtzeitig zu wechseln, um die Information verfügbar zu halten. Die Migration ist daher bereits bei der Ersteinrichtung eines Archiv- und Speichersystems zu planen, um ohne Risiko und Aufwand den Wechsel vollziehen zu können. Kontrollierte, verlustfreie, „kontinuierliche Migration“ ist zurzeit die wichtigste Lösung, Information über Jahrzehnte und Jahrhunderte verfügbar zu halten. Das Thema Migration wurde durch die Veränderungen und die Konsolidierung des Dokumentenmanagement-Marktes mit dem Verschwinden zahlreicher Anbieter häufig diskutiert. Der Wegfall einzelner Produkte zwingt zur Migration auf andere Formate, manchmal mit Hilfe eines eigenen Migrationsprogramms. Wer ein Archivsystem einführt, muss sich daher von Anbeginn an mit dem Thema Migrationsplanung beschäftigen.
Emulation
In der wissenschaftlichen Welt wird noch ein zweites Modell ähnlich stark diskutiert: Emulation. Emulation heißt, die Eigenschaften eines älteren Systems so zu simulieren, dass damit auch Daten dieses Systems mit neueren Computern und Betriebssystemen wieder genutzt werden können. Beispiele gibt es einige, zum Beispiel bei Computerspielen oder Apple-Computern. Diese Lösungsstrategie wird im Bereich der langfristigen Datenspeicherung aber noch nicht in größerem Ausmaß eingesetzt. Nachteile sind, dass der Aufwand künftiger Emulationsschritte nicht planbar ist und bei einem zu großen Paradigmenwechsel eines Tages vielleicht gar nicht mehr durchführbar ist. Diese Nachteile gelten in ähnlicher Form auch für nicht rechtzeitig durchgeführte Migrationen.
Kapselung
Als Vorbereitung für Emulation eignet sich insbesondere das Kapselung-Verfahren. Dabei werden zusätzlich mit der zu bewahrenden Datei oder dem Informationsobjekt auch noch die Software, mit der man es visualisieren und reproduzieren kann, sowie die zugehörigen Metadaten in einer „Kapsel“ gespeichert. Damit sind alle für die Nutzung notwendigen Informationen in Zukunft sofort zusammenhängend gespeichert. Durch diese Methode können die zu speichernden Objekte sehr groß werden, ohne dass jedoch vollständig sichergestellt ist, dass die mitarchivierte Software auch in zukünftigen Betriebssystemumgebungen lauffähig ist.
Konversion zur Laufzeit
Lassen sich die Formate der zu speichernden Informationsobjekte nicht kontrollieren und nicht auf wenige Langzeitformate einschränken, sind Konverter und Betrachter systemseitig ständig vorzuhalten, die ältere Formate in anzeigbare Formate beim Aufruf der Objekte wandeln. Dies führt mittelfristig zu einer Vielzahl von bereitzuhaltenden Konvertern und Betrachtern, für die eine eigenständige Verwaltung erforderlich ist, um zu einem älteren Informationsobjekt den jeweils passenden, aktuellen Konverter aufrufen zu können. Die Konversion zur Laufzeit unterscheidet sich von der Emulation dadurch, dass nicht eine ältere Umgebung aufgerufen, sondern das Objekt für die aktuelle Umgebung gewandelt wird. Spezielle Eigenschaften von Formaten, elektronische Signaturen und Komponenten digitaler Rechteverwaltung können hierbei, ebenso wie bei den anderen Verfahren, zu Problemen führen.

## Rechtliche und regulative Vorgaben für die elektronische Archivierung
Das Thema Archivierung und Langzeitspeicherung hat in den letzten Jahren besonders durch rechtliche und regulative Vorgaben an Bedeutung gewonnen. Die Gleichbehandlung von digitalen Dokumenten mit elektronischer Signatur wie herkömmlichen Papierdokumente, der Sarbanes-Oxley Act und andere Compliance-Anforderungen in den USA, die Diskussion um die Archivierung steuerrelevanter Daten entsprechend den GDPdU in Deutschland machen revisionssichere Archiv- und Speichersysteme erforderlich. Im Rahmen der Diskussion der gesetzlichen Anforderungen stellte sich häufig die Frage nach dem „richtigen“ Speichermedium. Traditionelle WORM-Medien, die physisch nur einmal beschreibbar sind, erhoben den Anspruch, die einzig richtigen Speichermedien zu sein. Die Hersteller von Festplattensystemen und WORM-Tapes konterten. Grundsätzlich gilt jedoch, dass Gesetze und Verordnungen medienneutral sind (oder sein sollten), da angesichts der langfristigen Aufbewahrungszeiträume auch Technologiewechsel berücksichtigt werden müssen. Das „richtige“ Speichermedium gibt es daher nicht. Das gesamte Verfahren der Archivierung muss geschlossen und sicher sein. Dies geht über die Frage der Speicherlaufwerke und -medien hinaus und bezieht auch die organisatorischen Prozesse mit ein.

## Weiterentwicklung

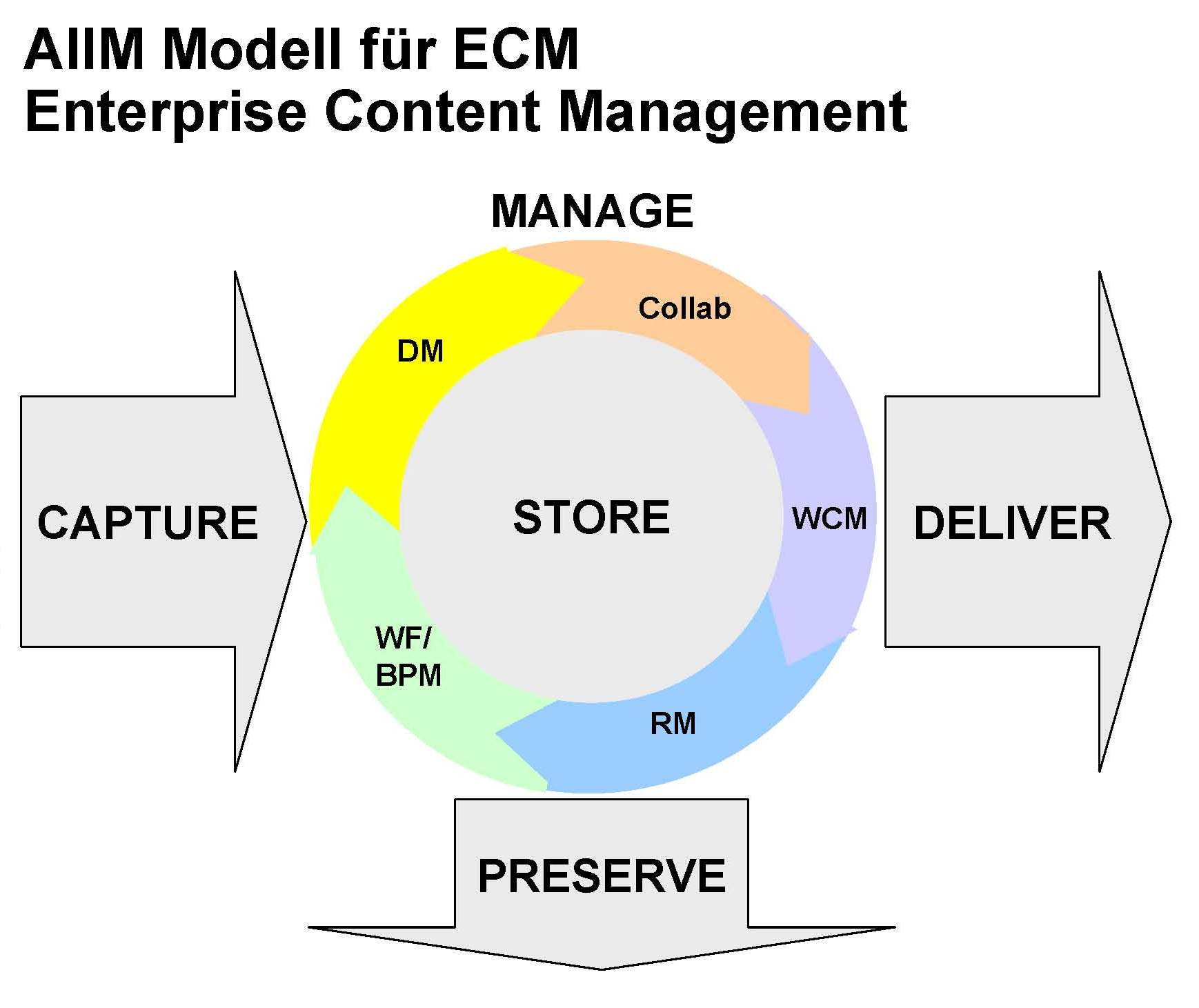
Die Elektronische Archivierung entspricht der „Preserve“-Komponente im Enterprise-Content-Management-Modell.

Entscheidend für den Einsatz von Archiv-Speichertechnologien ist inzwischen die Software geworden. Sie sichert unabhängig vom Medium die Unveränderbarkeit der Information, sie ermöglicht den schnellen Zugriff und sie verwaltet gigantische Speichermengen. Bisher waren elektronische Archive eine spezielle Domäne der Archivsystemanbieter. Nunmehr wird aber die Speichertechnologie selbst immer intelligenter. Systemmanagement- und Speicherverwaltungssoftware verwalten inzwischen auch die elektronischen Archive. Zusätzlich kann immer noch ein herkömmliches Archiv-, Records-Management- oder Content-Management-System für die inhaltliche Strukturierung, die Ordnung, Erschließung und Bereitstellung der Informationen eingesetzt werden. Die Speichersystemanbieter rüsten jedoch auf. Ihr Ziel ist es, Archivspeicher als Infrastruktur betriebssystemnah und für alle Anwendungen gleich bereitzustellen: Dieser Trend im Jahr 2003 wird Informationslebenszyklusmanagement (englisch information lifecycle management, ILM) genannt und soll die elektronische Archivierung einschließen. Besonders das Versprechen, das ILM-Migrationen unnötig macht oder automatisiert, weckt bei vielen Anwendern Interesse. Der Anspruch an ILM ist dabei deutlich jenseits des herkömmlichen, Hierarchisches Speichermanagement (HSM), angesiedelt. Es geht zunehmend um die Software zur Verwaltung des gesamten Lebenszyklus von Information anstelle von reiner Speicherhardware. Elektronische Archivierung wird als nachgeordneter Dienst eingesetzt, der in Enterprise-Content-Management-Lösungen (ECM) integriert wird, aber als Archivierungskomponente allen Anwendungen zur Verfügung steht, deren Informationen langfristig und sicher aufbewahrt werden müssen.

## Spezielle Formen
- E-Mail-Archivierung
- Datenbankarchivierung
- Web-Archivierung